# Шчекич, Александар
Александар Шчекич (черног. Aleksandar Šćekić; родился 12 декабря 1991 года в городе Иванград, Югославия) — черногорский футболист, полузащитник клуба «Хапоэль» (Хайфа) и сборной Черногории.

## Клубная карьера
Шчекич — воспитанник родного для себя клуба «Беране». Профессиональную карьеру начал в сезоне 2009/2010, но после вылета команды во Вторую лигу был отдан клубом в аренду «Ловчену» и продолжил играть в Высшей лиге. По окончании аренды помог родному клубу «Беране» победить стыковые матчи и подняться в Высшую лигу. Но сезон 2011/2012 опять неудачно сложился для команды и она опять вылетала во Вторую лигу. Затем он опять был отдан в аренду в клуб «Единство». Провел в аренде первую половину сезона 2012/2013, затем вернулся в «Беране». Летом 2013 года подписал контракт и перешёл в клуб Второй лиги «Бокель» и сразу помог им выиграть сезон 2013/2014 и перейти в Первую лигу. Он регулярно играл в основном составе в течение следующих двух сезонов, заработав себе вызов в национальную команду.
В июне 2016 года было объявлено о переходе Шчекича в турецкий «Генчлербирлиги». За два сезона он сыграл 35 игр и забил 2 мяча.
В августе 2018 года Шчекич подписал трехлетний контракт с сербским клубом «Партизан», получив футболку под номером 19. Шчекич забил свой первый гол за «Партизан» 6 мая 2019 года, в матче с «Напредаком». 25 июля 2019 года дебютировал в Лиге Европы УЕФА сыграв в матче второго квалификационного раунда с «Коннас-Ки Номадс» и сразу забил свой первый гол в еврокубках.

## Международная карьера
24 марта 2016 года в товарищеском матче против сборной Греции Шчекич дебютировал за сборную Черногории.

## Статистика
| Сборная    | Год   | Иргы | Голы |
| ---------- | ----- | ---- | ---- |
| Черногория | 2016  | 6    | 0    |
| Черногория | 2017  | 3    | 0    |
| Черногория | 2018  | 6    | 0    |
| Черногория | 2019  | 1    | 0    |
| Всего      | Всего | 16   | 0    |

| №  | Дата             | Оппонент  | Счёт | Голы | Пасы | Карточки | Минуты | Соревнование                  |
| -- | ---------------- | --------- | ---- | ---- | ---- | -------- | ------ | ----------------------------- |
| 1  | 24 марта 2016    | Греция    | 1:2  | —    | —    | —        | 85'    | Товарищеский матч             |
| 2  | 29 мая 2016      | Турция    | 0:1  | —    | —    | —        | 71'    | Товарищеский матч             |
| 3  | 4 сентября 2016  | Румыния   | 1:1  | —    | —    | —        | 90'    | Отбор ЧМ-2018 (группа Е)      |
| 4  | 8 октября 2016   | Казахстан | 5:0  | —    | —    | —        | 83'    | Отбор ЧМ-2018 (группа Е)      |
| 5  | 11 октября 2016  | Дания     | 1:0  | —    | —    | —        | 90'    | Отбор ЧМ-2018 (группа Е)      |
| 6  | 11 ноября 2016   | Армения   | 2:3  | —    | —    | —        | 90'    | Отбор ЧМ-2018 (группа Е)      |
| 7  | 26 марта 2017    | Польша    | 1:2  | —    | —    | —        | 86'    | Отбор ЧМ-2018 (группа Е)      |
| 8  | 10 июня 2017     | Армения   | 4:1  | —    | —    | —        | 19'    | Отбор ЧМ-2018 (группа Е)      |
| 9  | 8 октября 2017   | Польша    | 2:4  | —    | —    | —        | 90'    | Отбор ЧМ-2018 (группа Е)      |
| 10 | 27 марта 2018    | Турция    | 2:2  | —    | —    | —        | 90'    | Товарищеский матч             |
| 11 | 7 сентября 2018  | Румыния   | 0:0  | —    | —    | —        | 74'    | Лига наций (лига С, группа 4) |
| 12 | 10 сентября 2018 | Литва     | 2:0  | —    | —    | —        | 18'    | Лига наций (лига С, группа 4) |
| 13 | 11 октября 2018  | Сербия    | 0:2  | —    | —    | —        | 73'    | Лига наций (лига С, группа 4) |
| 14 | 14 октября 2018  | Литва     | 4:1  | —    | 1    | —        | 90'    | Лига наций (лига С, группа 4) |
| 15 | 17 ноября 2018   | Сербия    | 1:2  | —    | —    | —        | 45'    | Лига наций (лига С, группа 4) |
| 16 | 7 июня 2019      | Косово    | 1:1  | —    | —    | —        | 59'    | Отбор ЧЕ-2020 (группа А)      |

Итого: сыграно матчей: 16 / забито голов: 0; победы: 5, ничьи: 4, поражения: 7.

## Достижения
«Бокель»
- Победитель Вторая лига Черногории: 2013/14

«Партизан»
- Обладатель Кубка Сербии: 2018/19